# Bustul Maica Smara din București
Bustul Maica Smara este opera sculptorului român Mihai Onofrei (1896 - 1980).
Monumentul a fost realizat din marmură și a fost dezvelit în anul 1945 în Parcul Cișmigiu. Pe un piedestal din piatră format din trei corpuri paralelipipedice suprapuse este amplasat bustul Smarandei Gheorghiu, cunoscută și sub numele de „Maica Smara” (cum îi spuneau în epocă Veronica Micle și Mihai Eminescu). În partea de jos a soclului, frontal, este un altorelief în bronz care reprezintă doi copii așezati pe o bancă și citind dintr-o carte. Mai sus, pe soclu, sunt înscrise următoarele cuvinte:
| MAICA SMARA EDUCATOARE A POPORULUI SCRIITOARE 1857 - 1944 |

Smaranda Gheorghiu (5 octombrie 1857, Târgoviște - 26 ianuarie 1944, București) a fost o scriitoare, publicistă, militantă activă în mișcarea feministă a epocii, membră a mai multor societăți culturale, considerată educatoare a poporului. Este considerată fondatoarea sistemului „școlii în aer liber” din România. La sfârșitul secolului al XIX-lea, Smaranda Gheorghiu a condus un cenaclu frecventat și de Mihai Eminescu și a fost prietenă cu iubita acestuia, Veronica Micle. Ca scriitoare, a colaborat la cele mai importante ziare și reviste ale vremii, între care Convorbiri literare, „Fântâna Blanduziei”, Literatorul, Tribuna, Universul.
Lucrarea este înscrisă în Lista monumentelor istorice 2010 - Municipiul București - la nr. crt. 2367, cod LMI B-III-m-B-20048.
Monumentul este situat în Grădina Cișmigiu, pe Bulevardul Schitu Măgureanu nr. 37, sector 1.